# المدجاج (إب)

تعديل مصدري - تعديل

المدجاج محلة تابعة لقرية العكفة، التابعة لعزلة جبل معود بمديرية إب إحدى مديريات محافظة إب في الجمهورية اليمنية.، بلغ تعداد سكانها 213 حسب تعداد اليمن لعام 2004.